# Лінія життя (фільм, 1981)
«Лінія життя» («Линия жизни») — радянський трисерійний телефільм 1981 року, знятий режисером Володимиром Назаровим на кіностудії «Мосфільм».

## Сюжет
Телефільм. Дія фільму відбувається на будівництві тунелю у Заполяр'ї. Молодого інженера Андрія Ареф'єва призначають начальником дільниці. Між ним та Миколою Крумовим, начальником сусідньої ділянки, виникає серйозний конфлікт. І справа тут не тільки в різних професійних підходах до методів будівництва у важких умовах: кохана дівчина Ареф'єва, Світлана, анітрохи не мучившись, віддала перевагу Крумову.

## У ролях
- Юрій Григор'єв — Андрій Ареф'єв
- Тетяна Лаврентьєва — Світлана Одинцова
- Ігор Васильєв — Микола Миколайович Крумов
- Анатолій Соловйов — Петро Семенович Кондаков
- Геннадій Юхтін — Павло Харитонович Трофімов
- Євген Буренков — Федір Іванович Агафонов
- Микола Дупак — Олексій Олексійович Хом'яков
- Володимир Кузнецов — Сергій Зайцев
- Кирило Столяров — Полинов
- Борис Юрченко — Новиков
- Валерій Золотухін — Григорій Орлов
- Ірина Нечаєва — Ірина
- Юрій Катін-Ярцев — Кукоцький
- Михайло Ремізов — Рожицин
- Валентина Березуцька — буфетниця
- Едуард Бредун — Горбухін
- Анатолій Вєдьонкін — тунельник
- Микола Волков — Кузьма Тимофійович Зайцев
- Юрій Гусєв — член бюро
- Валерій Денисов — бригадир
- Надія Матушкіна — Олена
- Валентина Ушакова — секретарка
- Олександр Январьов — тунельник
- І. Іванов — епізод
- І. Костинський — епізод
- Анатолій Скорякін — член бюро
- Дмитро Орловський — Євген Артемович
- Владислав Сердюк — епізод
- Григорій Абрикосов — член комісії
- Олександр Лук'янов — член бюро
- Ігор Бучко — член бюро
- Михайло Калінкин — член бюро
- Юрій Легков — член бюро
- Михайло Розанов — робітник
- Олександр Рижков — робітник
- Зінаїда Сорочинська — член комісії
- Валерій Фролов — робітник
- Анатолій Шаляпін — член бюро

## Знімальна група
- Режисер — Володимир Назаров
- Сценаристи — Арнольд Вітоль, Володимир Назаров
- Оператор — Валентин Макаров
- Композитор — Іраклій Габелі
- Художник — Михайло Карташов